# Pedro Firmeza
Pedro de Brito Firmeza (Assaré, 17 de fevereiro de 1901 - 2 de junho de 1965) foi advogado, magistrado e político brasileiro

## Biografia
Nasceu em Assaré, no sul do Ceará, filho de Hermenegildo de Brito Firmeza e Bárbara de Brito Firmeza. Seu pai fora deputado federal durante a República Oligárquica e teve quatorze filhos, entre os quais, além de Pedro, destacam-se o desembargador Virgílio e o artista plástico Nilo de Brito Firmeza, o "Estrigas".
Estudou no Instituto Miguel Borges e no Liceu do Ceará, ambos em Fortaleza. Em 1919 iniciou suas atividades jornalísticas como redator da Folha do Povo, tornando-se no ano seguinte redator e diretor do Diário do Ceará, atividade que exerceria até 1930.
Em 1924, bacharelou-se em ciências jurídicas e sociais pela Faculdade de Direito do Ceará, tornando-se nesse mesmo ano sub-auditor da Justiça Militar do seu estado. Ainda em 1924 elegeu-se deputado estadual. Reeleito nos pleitos de 1927 e de 1930, permaneceu na Assembleia até outubro desse ano, quando, com a vitória do Golpe de 1930, foram suprimidos todos os órgãos legislativos do país. Durante o exercício de seus mandatos foi primeiro secretário do Legislativo cearense. Ainda em 1930 tornou-se redator-chefe do Correio do Ceará, atividade que exerceria até 1937.
Com a reconstitucionalização do país, elegeu-se no pleito de outubro de 1934 deputado federal pelo Ceará. Assumindo o mandato em maio do ano seguinte, foi, durante essa legislatura, membro da Comissão de Finanças e relator de orçamentos e projetos referentes à educação, à saúde e à cultura. Em 1937, renunciou ao mandato na Câmara dos Deputados para assumir o cargo de ministro do Tribunal de Contas do Distrito Federal. No dia 10 de novembro desse mesmo ano, com o advento do Estado Novo foram suprimidos todos os órgãos legislativos do país.
Em fevereiro de 1946, após a queda da ditadura e a reconstitucionalização do país, foi nomeado pelo presidente Eurico Gaspar Dutra interventor federal no Ceará em substituição ao interventor Acrísio Moreira da Rocha. Exerceu seu mandato de 16 de fevereiro a 28 de outubro de 1946, quando foi substituído pelo interventor José Machado Lopes.
Após sua saída da interventoria, reassumiu o cargo de ministro no Tribunal de Contas do Estado da Guanabara, função que desempenhou até falecer.
Em 7 de novembro de 1928, casou-se com Margarida Aguiar Firmeza, natural de Massapê, Ceará, com quem teve três filhas:
- Maria de Lourdes Firmeza Jabur;
- Maria Eunice Firmeza Bráulio;
- Maria Inês Firmeza de Sousa Lima[5], esta casada com Luís Eduardo de Sousa Lima, filho de Álvaro Pereira de Sousa Lima, antigo Ministro da Viação e Obras Públicas do Brasil[6].

Sofreu um infarto em 1965 e quando ainda se recuperava fez uma nova visita aos colegas no Tribunal, nessa época na Av. Presidente Vargas, quase esquina com Av. Rio Branco. Faleceu nesta ocasião, vítima de um novo infarto, desta vez fulminante. Seu corpo foi sepultado no Cemitério do Catumbi